# Dasychiroides
Dasychiroides är ett släkte av fjärilar. Dasychiroides ingår i familjen tofsspinnare.
Kladogram enligt Catalogue of Life:
| Dasychiroides | \| \| Dasychiroides bicolora \| \| \| \| \| \| Dasychiroides brunneostrigata \| \| \| \| |
|               | \| \| Dasychiroides bicolora \| \| \| \| \| \| Dasychiroides brunneostrigata \| \| \| \| |
|               | Dasychiroides bicolora                                                                   |
|               |                                                                                          |
|               | Dasychiroides brunneostrigata                                                            |
|               |                                                                                          |